# Michail Josifovič Averbach
Michail Josifovič Averbach (rusky Михаил Иосифович Авербах; 29. května 1872, Mariupol – 29. července 1944, Moskva) byl ruský oftalmolog, člen Akademie věd SSSR.

## Život
Narodil se v rodině židovského obchodníka a vystudoval lékařskou fakultu Moskevské univerzity v roce 1895.
V roce 1900 – poté, co obhájil dizertační práci K dioptrice očí různých difrakcí, začal pracovat na oční klinice a v letech 1903–1944 zde byl hlavním lékařem. V roce 1910 založil katedru očních chorob Moskevských vyšších ženských kurzů (později 2. Moskevský lékařský institut), které vedl; kromě toho byl také ředitelem oční kliniky. Od roku 1904 působil na Moskevské univerzitě.
Byl jedním ze zakladatelů a předseda Společnosti oftalmologů v Moskvě, výkonný redaktor časopisu Archiv oftalmologie. V letech 1931–1944 vedl oddělení očních chorob, které založil na Ústředním ústavu pokročilých lékařských studií. Od 29. ledna 1939 byl členem Akademie věd SSSR.
Jeho práce jsou věnovány studiu různých očních refrakcí, poranění očí, problémům slepoty, glaukomu, trachomu atd. Vyvinul a uvedl do praxe řadu nových očních operací.
Opakovaně ošetřoval V. I. Lenina. O Averbachovi velmi vřele píše ve své knize básník Michail Vasiljevič Isakovskij, který se u něj léčil před revolucí.
Zemřel 29. července 1944 a byl pohřben na Vvěděnském hřbitově v Moskvě.